# Elecciones al Parlamento Europeo de 2024 (Alemania)
Las elecciones al Parlamento Europeo de 2024 tuvieron lugar en Alemania el domingo, 9 de junio de 2024.

## Antecedentes
Las elecciones al Parlamento Europeo de 2024 serán las primeras elecciones nacionales que se celebrarán en Alemania desde las elecciones federales de 2021, en las que los demócratas cristianos de la canciller Angela Merkel perdieron ante el Partido Socialdemócrata liderado por Olaf Scholz.

## Sistema electoral
Desde las elecciones al Parlamento Europeo de 2014, Alemania no tiene un umbral imperativo del porcentaje de voto requerido para que un partido gane un escaño en el Parlamento Europeo. Esto ha permitido que varios partidos más pequeños obtengan representación, ya que solo tienen que alcanzar alrededor del 0,5% de los votos para obtener su primer escaño bajo el método Sainte-Laguë.
Alemania tiene derecho a elegir a 96 miembros del Parlamento Europeo.
Aunque el Consejo Europeo había recomendado que los países con más de 35 eurodiputados introdujeran un umbral de entre el 2 % y el 5%, el gobierno alemán abandonó sus planes para un umbral del 2 % en noviembre de 2018. En 2022, el gobierno decidió introducir un umbral del 2%, pero esto aún no se aplicará en las elecciones de 2024. En 2019, el umbral de facto para un escaño fue de alrededor del 0,7 % de los votos.

## Partidos participantes
Los partidos políticos y otras asociaciones políticas pueden presentar listas para las elecciones europeas. Las listas debían presentarse a más tardar 84 días antes de las elecciones. Las listas nacionales debían estar firmadas por 4.000 votantes, las listas estatales por 1000. Los partidos que han estado representados en el Bundestag, un parlamento regional o el Parlamento Europeo con al menos cinco miembros desde su última elección estuvieron exentos de la obligación de presentar firmas de apoyo. El 29 de marzo de 2024, el Comité Electoral Federal admitió a 35 partidos y organizaciones para las elecciones:
- Acción Ciudadana por la Justicia (ABG)
- Partido de la Razón (PDV)
- Partido para la Investigación Biomédica en Rejuvenecimiento
- Partido del Progreso (PdF)
- Partido de los Humanistas (PdH)
- Votantes Libres (FW)
- V-Partei³
- Partido Ecológico-Democrático (ÖDP)
- Partido Democrático de Base de Alemania (DieBasis)
- Alternativa para Alemania (AfD)
- La Patria (Heimat)
- MeRA25 (MERA25) -- Juntos por la independencia europea
- Partido Ser Humano, Medio Ambiente y Protección de los Animales (Tierschutzpartei)
- Partido de la Igualdad Socialista, Cuarta Internacional (SGP)
- Alianza 90/Los Verdes (GRÜNE)
- Partido Socialdemócrata de Alemania (SPD)
- Alianza C - Cristianos para Alemania (Büundnis C)
- Lista Climática de Alemania (KLIMALISTE)
- Partido Democrático Libre (FDP)
- Partido Marxista-Leninista de Alemania (MLPD)
- Mundo Humano para el Bienestar y la Felicidad de Todos (Menschliche Welt)
- La Izquierda (Die Linke)
- Volt Alemania (Volt)
- Partido de las Familias de Alemania (FAMILIE)
- Alianza Alemania (BD)
- Partido Comunista Alemán (DKP)
- Alianza Sahra Wagenknecht - Razón y Justicia (BSW)
- Partido por el Trabajo, el Estado de Derecho, el Bienestar Animal, la Promoción de la Élite y la Iniciativa Democrática de Base (Die PARTEI)
- Alianza Democrática para la Diversidad y el Despertar (DAVA)
- Partido Pirata de Alemania (PIRATEN)
- Mezclar el Parlamento - Voz de la Última Generación (Letzte Generation)
- Partido Acción por el Bienestar Animal (Tierschutz hier!)
- Alianza por la Innovación y la Justicia (BIG)
- Unión Demócrata Cristiana de Alemania (CDU)
- Unión Social Cristiana de Baviera (CSU)

## Resultados
| Partido                                | Partido                                                      | Partido Europeo       | Grupo Europeo         | Candidato                          | Votos      | %     | +/–         | Escaños | +/–         |
| -------------------------------------- | ------------------------------------------------------------ | --------------------- | --------------------- | ---------------------------------- | ---------- | ----- | ----------- | ------- | ----------- |
|                                        | Unión Demócrata Cristiana (CDU)                              | EPP                   | EPPG                  | Manfred Weber                      | 9.435.636  | 23,7% | 1,1         | 23/96   | Sin cambios |
|                                        | Alternativa para Alemania (AfD)                              | ID                    | No inscritos          | Maximilian Krah                    | 6.325.890  | 15,9% | 4,9         | 15/96   | 4           |
|                                        | Partido Socialdemócrata de Alemania (SPD)                    | PES                   | S&D                   | Katarina Barley                    | 5.551.545  | 13,9% | 1,9         | 14/96   | 2           |
|                                        | Alianza 90/Los Verdes (GRÜNE)                                | EGP                   | G-EFA                 | Terry Reintke                      | 4.738.227  | 11,9% | 8,6         | 12/96   | 9           |
|                                        | Unión Social Cristiana de Baviera (CSU)                      | EPP                   | EPPG                  | Manfred Weber                      | 2.513.481  | 6,3%  | Sin cambios | 6/96    | Sin cambios |
|                                        | Alianza Sahra Wagenknecht - Por la Razón y la Justicia (BSW) |                       |                       | Fabio De Masi                      | 2.456.460  | 6,2%  | Nuevo       | 6/96    | Nuevo       |
|                                        | Partido Democrático Liberal (FDP)                            | ALDEP                 | ALDE                  | Marie-Agnes Strack-Zimmermann      | 2.061.334  | 5,2%  | 0,2         | 5/96    | Sin cambios |
|                                        | Die Linke                                                    | PEL                   | GUE/NGL               | Martin Schirdewan y Carola Rackete | 1.091.586  | 2,7%  | 2,8         | 3/96    | 2           |
|                                        | Electores Libres (FW)                                        | PDE                   | ALDE                  | Christine Singer                   | 1.062.437  | 2,7%  | 0,5         | 3/96    | 1           |
|                                        | Volt Alemania (Volt)                                         | Volt Europa           | G-EFA                 | Damian Boeselager                  | 1.023.681  | 2,6%  | 1,9         | 3/96    | 2           |
|                                        | Die PARTEI (Die PARTEI)                                      |                       | No inscritos          | Martin Sonneborn                   | 775.636    | 1,9%  | 0,5         | 2/96    | Sin cambios |
|                                        | Partido de la Protección de los Animales (Tierschutz)        | APEU                  | No inscritos          | Sebastian Everding                 | 570.777    | 1,4%  | Sin cambios | 1/96    | Sin cambios |
|                                        | Partido Ecológico-Democrático (ÖDP)                          |                       | G-EFA                 | Manuela Ripa                       | 257.975    | 0,6%  | 0,3         | 1/96    | Sin cambios |
|                                        | Partido de las Familias de Alemania (Familie)                | EPCM                  | EPPG                  | Helmut Geuking                     | 244.030    | 0,6%  | 0,1         | 1/96    | Sin cambios |
|                                        | Partido del Progreso (PdF)                                   |                       |                       | Lukas Sieper                       | 228.148    | 0,6%  | Nuevo       | 1/96    | Nuevo       |
|                                        | Otros partidos                                               | Otros partidos        | Otros partidos        | Otros partidos                     | 1.473.646  | 3,8%  |             | 0/96    | Sin cambios |
| Votos válidos                          | Votos válidos                                                | Votos válidos         | Votos válidos         | Votos válidos                      | 39.810.489 | 99,2% |             |         |             |
| Votos blancos y nulos                  | Votos blancos y nulos                                        | Votos blancos y nulos | Votos blancos y nulos | Votos blancos y nulos              | 304.450    | 0,8%  |             |         |             |
| Participación                          | Participación                                                | Participación         | Participación         | Participación                      | 40.114.939 | 64,7% | 3,4         | 96/96   | Sin cambios |
| Fuente: Página web del Gobierno Alemán |                                                              |                       |                       |                                    |            |       |             |         |             |